# Bije-Ransarn
Bije-Ransarn är en sjö i Vilhelmina kommun i Lappland och ingår i Ångermanälvens huvudavrinningsområde. Sjön har en area på 2,69 kvadratkilometer och ligger 811,4 meter över havet. Bije-Ransarn ligger i Vardo- Laster- och Fjällfjällen Natura 2000-område.

## Delavrinningsområde
Bije-Ransarn ingår i det delavrinningsområde (723290-143069) som SMHI kallar för Utloppet av Bije-Ransarn. Medelhöjden är 999 meter över havet och ytan är 25,08 kvadratkilometer. Räknas de 3 avrinningsområdena uppströms in blir den ackumulerade arean 95,48 kvadratkilometer. Avrinningsområdets utflöde Ångermanälven mynnar i havet. Avrinningsområdet består mestadels av kalfjäll (93 procent). Avrinningsområdet har 1,82 kvadratkilometer vattenytor vilket ger det en sjöprocent på 7,3 procent.